# Парламентские выборы на Мальдивах (2019)
Выборы 2019 года на Мальдивах в Народный меджлис прошли 6 апреля. В результате победу одержала Демократическая партия, получившая 65 из 87 мест парламента.

## Избирательный закон
Меджлис Мальдив состоит из 87 депутатов, избираемых в одномандатных округах по мажоритарной избирательной системе. Перед выборами 2019 года количество мест в парламенте было увеличено с 85 до 87: два дополнительных места появились в столице Мале.

## Результаты
| Партия                                                            | Партия                                               | Голосов | %     | Мест | +/-   |
| ----------------------------------------------------------------- | ---------------------------------------------------- | ------- | ----- | ---- | ----- |
|                                                                   | Демократическая партия                               | 96 354  | 45,83 | 65   | +39   |
|                                                                   | Республиканская партия                               | 23 452  | 11,15 | 5    | -10   |
|                                                                   | Прогрессивная партия Мальдив                         | 19 176  | 9,12  | 5    | -28   |
|                                                                   | Народный национальный конгресс                       | 13 931  | 6,63  | 3    | новая |
|                                                                   | Мальдивский альянс развития                          | 6636    | 3,16  | 2    | -3    |
|                                                                   | Адхаалатх                                            | 4423    | 2,10  | 0    | -1    |
|                                                                   | Мальдивская трудовая и социал-демократическая партия | 314     | 0,15  | 0    | новая |
|                                                                   | Мальдивская народная партия                          | 373     | 0,18  | 0    | 0     |
|                                                                   | Мальдивские демократы третьего пути                  | 293     | 0,14  | 0    | новая |
|                                                                   | Независимые кандидаты                                | 45 301  | 21,55 | 7    | +2    |
| Недействительных бюллетеней                                       | Недействительных бюллетеней                          | 4800    | -     | -    | -     |
| Всего                                                             | Всего                                                | 215 053 | 100   | 87   | +2    |
| Зарегистрированных избирателей/Явка                               | Зарегистрированных избирателей/Явка                  | 264 442 | 81,32 | -    | -     |
| Источник: ЦИК Архивная копия от 10 апреля 2019 на Wayback Machine |                                                      |         |       |      |       |